# Ian McCallum
Pas d'image ? Cliquez ici

a Compétitions nationales et continentales officielles uniquement.

b Matchs officiels uniquement.
Ian McCallum, né le 3 juillet 1944 à Kitwe (Rhodésie du Nord, aujourd'hui en Zambie), est un joueur de rugby à XV sud-africain qui a joué avec l'équipe d'Afrique du Sud évoluant au poste d'arrière.

## Biographie
Ian McCallum évolue avec la Western Province qui dispute la Currie Cup, puis le Natal. Il effectue son premier test match avec les Springboks le 25 juillet 1970 à l'occasion d'un match contre l'équipe de Nouvelle-Zélande. Son dernier test match a été effectué contre les Lions britanniques et irlandais le 22 juin 1974.

## Statistiques en équipe nationale
- 11 sélections avec l'équipe d'Afrique du Sud
- 62 points (10 transformations, 14 pénalités)
- Sélections par années :  4 en 1970, 5 en 1971, 2 en 1974